# Leopold Stolba

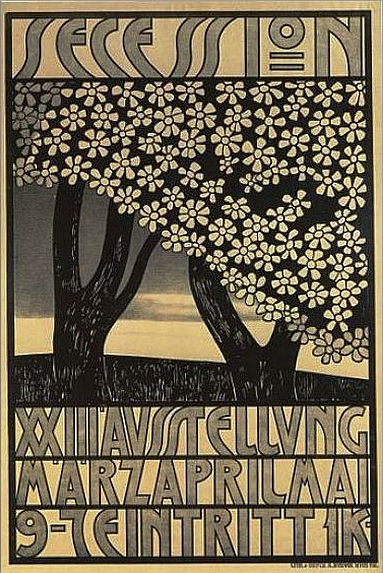
Wiener Secession 1905

Leopold Stolba (* 11. November 1863 in Gaudenzdorf; † 17. November 1929 in Wien) war ein österreichischer Maler, Grafiker, Zeichner und Plakatkünstler.
Nach dem Besuch der Unterrealschule studierte Stolba von 1879 bis 1890 (mit Unterbrechungen) Bildhauerei an der Akademie der Bildenden Künste Wien bei Edmund von Hellmer und Carl Kundmann. Nach dem Studium unternahm er bis 1895 einige Studienreisen nach Italien.
Stolba wurde in Wien als freischaffender Künstler tätig. Er schuf figurale Kompositionen, Landschaften, Schmetterlings-, Käfer- und Blumendarstellungen, als Radierungen, Holzschnitte und Aquarellen. Er entwarf auch Tapeten- und Textilienmuster sowie Marmorpapiere. Ab den 1890er Jahren zeichnete er Bleistiftkarikaturen.
Leopold Stolba war mit den Malern Rudolf Bacher und Eugen Schroth befreundet. Er erhielt finanzielle Unterstützung von der Familie Wittgenstein. Ab 1900 war er Mitglied der Wiener Secession, für die er 1904 und 1905 Plakate entwarf;
Von 1902 bis 1903 war er als Redaktionsmitglied und Illustrator der Zeitschrift „Ver Sacrum“ tätig. Er wurde Gründungsmitglied (1880), Archivar und Sekretär der Haagengesellschaft sowie Mitglied des Wiener Künstlerverbandes.